# Drentse Acht van Westerveld 2024
De zestiende editie van de wielerwedstrijd Drentse Acht van Westerveld vond plaats op 9 maart 2024. De wedstrijd startte en finishte in Dwingeloo en had de UCI-categorie 1.1. De Nederlandse Sofie van Rooijen won en behaalde zo haar eerste UCI-zege.

## Uitslag
| Plaats  | Naam                    | Ploeg                    | Tijd     |
| ------- | ----------------------- | ------------------------ | -------- |
| Winnaar | Sofie van Rooijen       | VolkerWessels            | 2u56'03" |
| 2       | Chiara Consonni         | UAE Team ADQ             | z.t.     |
| 3       | Rachele Barbieri        | dsm-firmenich PostNL     | z.t.     |
| 4       | Silje Bader             | GT Krush Rebel Lease     | z.t.     |
| 5       | Marith Vanhove          | VolkerWessels            | z.t.     |
| 6       | Babette van der Wolf    | Lifeplus Wahoo           | z.t.     |
| 7       | Marjolein van 't Geloof | Hess                     | z.t.     |
| 8       | Laura Lizette Sander    | AG Insurance-Soudal NXTG | z.t.     |
| 9       | Marthe Truyen           | Fenix-Deceuninck         | z.t.     |
| 10      | Fauve Bastiaensen       | Lotto Dstny              | z.t.     |
| 11      | Mylène de Zoete         | CERATIZIT-WNT            | z.t.     |
| 12      | Kristýna Burlová        | Lifeplus Wahoo           | z.t.     |
| 13      | Kaja Rysz               | Lifeplus Wahoo           | z.t.     |
| 14      | Romy Kasper             | Human Powered Health     | z.t.     |
| 15      | Flora Perkins           | Fenix-Deceuninck         | z.t.     |
| 16      | Britt de Grave          | GT Krush Rebel Lease     | z.t.     |
| 17      | Febe Jooris             | AG Insurance-Soudal NXTG | z.t.     |
| 18      | Scarlett Souren         | VolkerWessels            | z.t.     |
| 19      | Daniek Hengeveld        | dsm-firmenich PostNL     | z.t.     |
| 20      | Fien Van Eynde          | Fenix-Deceuninck         | z.t.     |